# メアリー・リチャードソン・ケネディ
メアリー・リチャードソン・ケネディ（Mary Richardson Kennedy, 1959年10月4日 - 2012年5月16日 ）は、アメリカ合衆国のインテリアデザイナー、建築家、慈善家である。緑の建築の提唱者であり、またアメリカ最大の食物アレルギー研究基金であるフード・アレルギー・イニシアチブの共同創設者である。夫はロバート・ケネディ・ジュニアであったが2010年に別居した。彼女は2012年に自殺し、メディアの注目を浴びた。

## 生い立ちと学歴
メアリー・キャスリーン・リチャードソン（Mary Kathleen Richardson）は1959年10月4日に生まれ、ニュージャージー州ベイヨンで育った。父のジョン・F・リチャードソン（John F. Richardson）は弁護士であり、またスティーブンス工科大学の教授だったが、彼女が12歳の時に亡くなった。母のナンシー・ヒギンズ（Nancy Higgins）は公立学校の英語教師であった。彼女には4人の姉妹と2人の兄弟がいた。
彼女はパットニー・スクールに通い、そこでロバート・F・ケネディとエセル・スカケル・ケネディの娘のケリー・ケネディとルームメイトとなる。彼女は大学でもルームメイトとなり、さらに1990年のアンドリュー・クオモとケネディの結婚式では付き添い人を務めた。
彼女はブラウン大学を卒業し、さらにロードアイランド・スクール・オブ・デザイン（RISD）で建築デザインを学んだ。
またケリーによるとメアリー1980年の学期には芸術家のアンディ・ウォーホルのもとで働いていた。エドワード・ケネディが大統領選に出馬した際には当時20歳のメアリーはウォーホールの他にロバート・ラウシェンバーグ、ロイ・リキテンスタイン、ジュリアン・シュナーベルといった著名な芸術家から寄付を集めた。

## キャリア
RISDで建築を学んだ彼女は1980年代にマンハッタンのソーホーに住み、ボヘミアン・カルチャーに取り組んだ 。
1993年に彼女はパリッシュ・ハドリー・デザイン会社で建築デザイナーで働いた。彼女はアメリカ副大統領の官邸であるワシントンD.C.の海軍天文台の改修に携わった。彼女の仕事はグリーンビルディングの実践を含み、リーダーシップ・イン・エナジー・アンド・エンバイロンメント・デザイン・プログラムを通じて認定された。
1998年にアメリカ最大の食物アレルギー研究のための民間基金であるフード・アレルギー・イニシアチブを共同設立した。

## 私生活
1994年4月15日にケリー・ケネディの兄のロバート・ケネディ・ジュニアとハドソン川の調査船上で結婚した。夫婦はジョン・コナー・リチャードソン・ケネディ（John Conor Richardson Kennedy）、キーラ・ケネディ（Kyra LeMoyne Kennedy）、ウィリアム・フィンバー・ケネディ（William Finbar Kennedy）、エイダン・カオマン・ビエケス・ケネディ（Aidan Caohman Vieques Kennedy）の4人をもうけた。また彼女はロバートの前妻のエミリー・ルース・ブラック（Emily Ruth Black）とのあいだに生まれたロバート・フランシス・ケネディ3世（Robert Francis Kennedy III）とキャスリーン・アレクサンドラ・ケネディ（Kathleen Alexandra Kennedy）の継母である。
2010年5月12日、彼女は夫から離婚を申請された。3日後、彼女は逮捕されて飲酒運転で起訴された。彼女はアルコール依存症と薬物乱用に苦しんでいたと報じられた。裁判所は子供たちの親権を夫側に与えるように命じた。

### 死去
2012年5月16日、ニューヨーク州ベッドフォードの自宅で死亡している彼女が発見された。死因は首つり自殺によると断定された。また剖検により血液から抗うつ剤が見つかった。ケネディ家主催による葬儀はベッドフォードの聖パトリック・カトリック協会で行われた。2012年5月21日、リチャードソン家主催による追悼式がマンハッタンのスタンダード・ホテルで開催された。彼女の遺体の管理を巡って元夫のロバート・F・ケネディ・ジュニアと兄弟のトーマス・W・リチャードソンのあいだで法廷闘争に発展した。